# Peugeot Quark

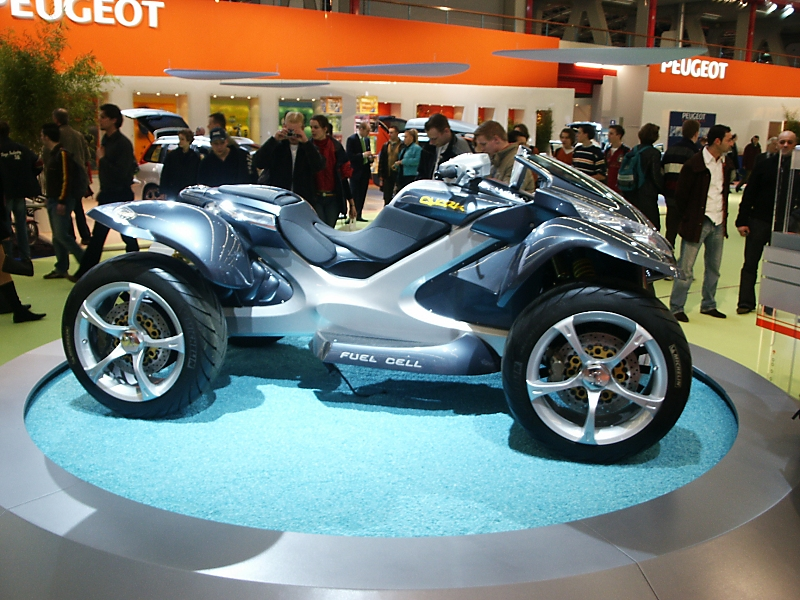
Quark la Salonul Auto de la Amsterdam din februarie 2005

Peugeot Quark este un vehicul prototip sau concept prezentat de producătorul francez de automobile Peugeot. Este alimentat cu pilă de combustie cu hidrogen lichid.